# Väktare
För andra betydelser, se Väktare (olika betydelser).

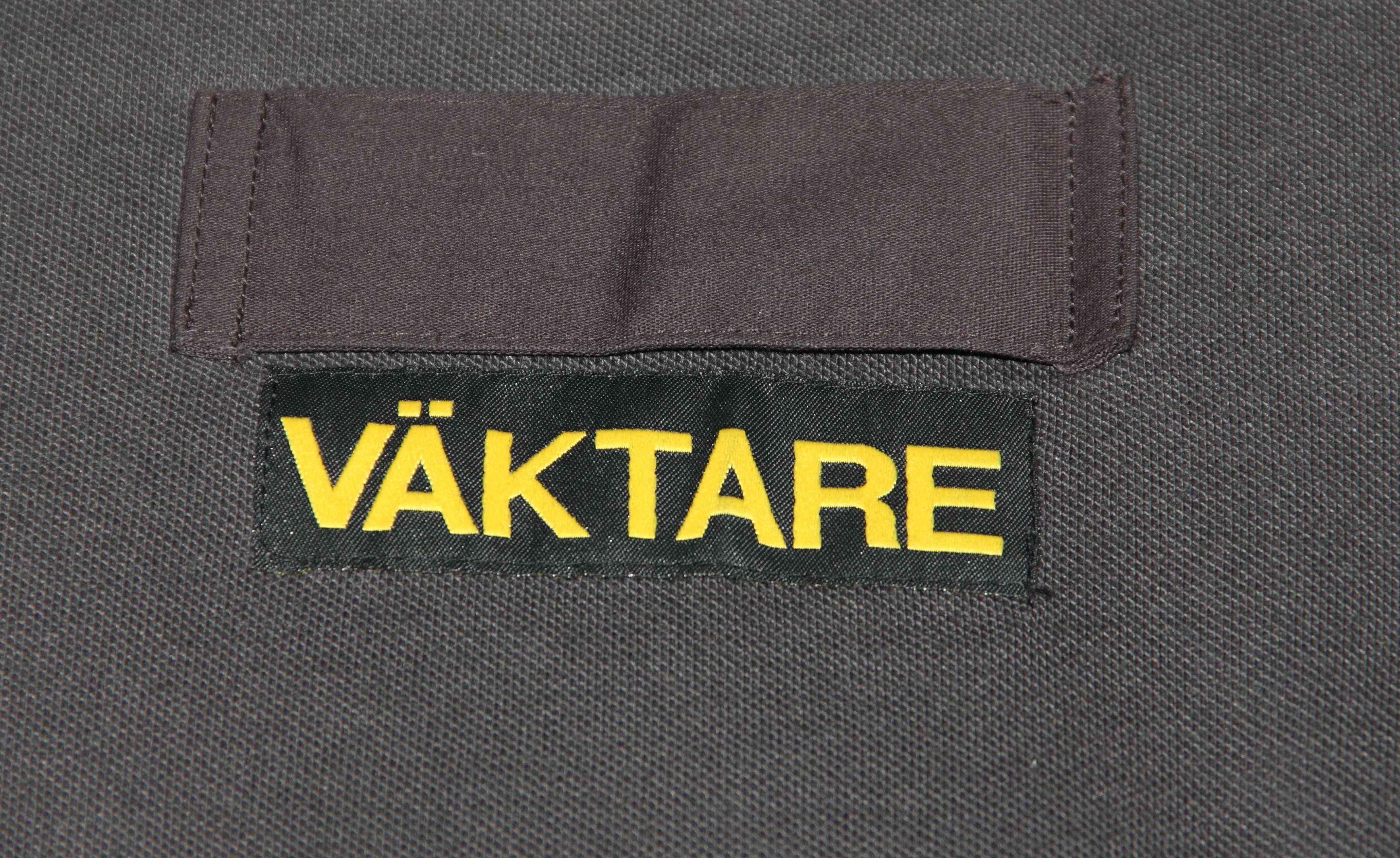
Funktionsbeteckning för väktare.

En väktare är en person som är anställd av ett bevakningsföretag för att utföra olika bevakningssysslor såsom yttre samt inre tillsyn i och runt objekt (så kallad rondering), stationär bevakning på objekt, områdesbevakning i förutbestämda områden samt rycka ut och åtgärda utlösta larm på både privata, statliga och företagsobjekt.
Med bevakning menas att finna, åtgärda och rapportera avvikelser. Det finns även påbyggnader till väktarutbildningen som kan leda till tjänster som hundförare, värdetransportör och butikskontrollant. 

## Tjänstens karaktär
Att vara väktare innebär oftast - men inte alltid, mycket ensamarbete och framför allt nattetid. Väktaren kan göra tillsyn gående eller i bil, sitta i tomma banklokaler eller kontrollera in- och utpassering vid företag. 

## Historia
Vigiles var soldater som hade till uppgift att vakta staden Rom, och de anses ofta vara ursprunget till både säkerhetsvakter och poliser, även om deras främsta uppgift var som brandkår. Stadsvakter har funnits i Europa sedan åtminstone medeltiden; även antikens fästningsstäder hade väktare. De hade dock främst roller som senare ävertogs av polis och brandkår. Samtidigt har privata vakter anställts för att skydda värdefulla varor. I takt med att polisens roll utökats har vakt kommit att användas om roller som inte haft polisers befogenhet. Under slutet av 1900-talet börjar begreppet väktare att ersätta vakt, i samband att väktarnas roll i samhället utökas. 
Någon gång under senmedeltiden introducerades en speciell stol i Europa som kallades väktarens stol. Det var en stoppad trästol med en stoppad sits som lutades framåt så att väktaren inte skulle slumra till under sin tjänstgöring.

## I olika länder

### Australien
Alla som driver ett företag eller arbetar inom ett säkerhetsrelaterat område i Australien måste ha en licens. Var och en av Australiens sex delstater och två territorier har en separat lagstiftning som omfattar all säkerhetsverksamhet. Licensieringen administreras på olika sätt i varje stat/territorium och sköts av antingen polisen, justitiedepartementet, justitieministeriet eller konsumentministeriet.

### Kanada
I Kanada faller privat säkerhet under jurisdiktionen för tio kanadensiska provinser och tre territorier. Alla tio kanadensiska provinser och ett av dess territorier (Yukon) har lagstiftning som reglerar kontrakterad säkerhet. Dessa elva jurisdiktioner kräver att säkerhetsföretag och deras anställda har licens. De flesta kanadensiska provinser reglerar användningen av handfängsel och vapen (såsom skjutvapen och batonger) av kontrakterade säkerhetsföretag och deras anställda, antingen genom att förbjuda sådan användning helt eller genom att tillåta det endast under vissa omständigheter.

### Sverige
Väktare har, till skillnad från ordningsvakter, inga polisiära befogenheter utöver de som tillfaller allmänheten i fråga om nödvärnsrätt; väktare får dock bära viss utrustning så som batong och har ett förstärkt tjänstemannaskydd om de utsätts för övergrepp.
Andra tjänster som får utföras av bevakningsföretag och som medför myndighetsutövning så som skyddsvakt, flygplatskontrollant eller ordningsvakt kräver separat utbildning. I vissa fall får utbildningen förkortas om man redan är utbildad väktare.